# Ousmane Diatta
Ousmane Diatta – senegalski bokser, brązowy medalista igrzysk afrykańskich w Algierze.

## Kariera amatorska
W 2007 roku startował na igrzyskach Afrykańskich w wadze ciężkiej, które odbywały się w Algierze. Diatta doszedł do półfinału, gdzie pokonał go Nigeryjczyk Lateef Kayode, który zdobył srebrny medal. Jeszcze tego samego roku startował na mistrzostwach świata w Chicago. Senegalczyk odpadł w 1/16 finału, przegrywając ze Stephenem Simmonsem.